# Liste des monuments historiques protégés en 1936
Cet article recense les monuments historiques français classés ou inscrits en 1936.

## Protections
| Édifice                                                        | Commune                    | Département         | Région                     | Protection | Base Mérimée                         | Coordonnées                        | Image |
| -------------------------------------------------------------- | -------------------------- | ------------------- | -------------------------- | ---------- | ------------------------------------ | ---------------------------------- | ----- |
| Ferme de Layat                                                 | Boissey                    | Ain                 | Auvergne-Rhône-Alpes       | classé     | « PA00116315 », notice no PA00116315 | 46° 22′ 09″ nord, 4° 59′ 28″ est   |       |
| Table d'orientation de Montrond                                | Mijoux                     | Ain                 | Auvergne-Rhône-Alpes       | classé     | « PA00116425 », notice no PA00116425 | 46° 21′ 37″ nord, 6° 00′ 01″ est   |       |
| Aqueduc de Clausonnes                                          | Antibes                    | Alpes-Maritimes     | Provence-Alpes-Côte d'Azur | inscrit    | « PA00080649 », notice no PA00080649 | 43° 36′ 20″ nord, 7° 04′ 04″ est   |       |
| Chapelle Saint-Antoine-l'Ermite                                | Breil-sur-Roya             | Alpes-Maritimes     | Provence-Alpes-Côte d'Azur | inscrit    | « PA00080672 », notice no PA00080672 | 43° 56′ 12″ nord, 7° 31′ 00″ est   |       |
| Chapelle Saint-Martin                                          | Briançonnet                | Alpes-Maritimes     | Provence-Alpes-Côte d'Azur | inscrit    | « PA00080678 », notice no PA00080678 | 43° 51′ 52″ nord, 6° 45′ 26″ est   |       |
| Église Saint-Sauveur de Gars                                   | Gars                       | Alpes-Maritimes     | Provence-Alpes-Côte d'Azur | inscrit    | « PA00080723 », notice no PA00080723 | 43° 51′ 57″ nord, 6° 48′ 11″ est   |       |
| Maison                                                         | Grasse                     | Alpes-Maritimes     | Provence-Alpes-Côte d'Azur | inscrit    | « PA00080737 », notice no PA00080737 | 43° 39′ 30″ nord, 6° 55′ 27″ est   |       |
| Maison                                                         | Grasse                     | Alpes-Maritimes     | Provence-Alpes-Côte d'Azur | inscrit    | « PA00080738 », notice no PA00080738 | 43° 39′ 31″ nord, 6° 55′ 25″ est   |       |
| Aqueduc de Clausonnes                                          | Valbonne                   | Alpes-Maritimes     | Provence-Alpes-Côte d'Azur | inscrit    | « PA00080902 », notice no PA00080902 | 43° 36′ 19″ nord, 7° 04′ 04″ est   |       |
| Remparts                                                       | Vence                      | Alpes-Maritimes     | Provence-Alpes-Côte d'Azur | inscrit    | « PA00080918 », notice no PA00080918 | 43° 43′ 22″ nord, 7° 06′ 45″ est   |       |
| Hôtel du Marquis de la Tourette                                | Tournon-sur-Rhône          | Ardèche             | Auvergne-Rhône-Alpes       | inscrit    | « PA00116830 », notice no PA00116830 | 45° 04′ 06″ nord, 4° 49′ 49″ est   |       |
| Maisons                                                        | Charleville-Mézières       | Ardennes            | Grand Est                  | classé     | « PA00078415 », notice no PA00078415 | 49° 46′ 22″ nord, 4° 43′ 13″ est   |       |
| Place Ducale                                                   | Charleville-Mézières       | Ardennes            | Grand Est                  | classé     | « PA00078416 », notice no PA00078416 | 49° 46′ 25″ nord, 4° 43′ 15″ est   |       |
| Dolmen des Blancs Fossés                                       | Marcilly-le-Hayer          | Aube                | Grand Est                  | classé     | « PA00078147 », notice no PA00078147 | 48° 20′ 52″ nord, 3° 37′ 16″ est   |       |
| Dolmen de Vamprin                                              | Marcilly-le-Hayer          | Aube                | Grand Est                  | classé     | « PA00078148 », notice no PA00078148 | 48° 21′ 14″ nord, 3° 37′ 04″ est   |       |
| Église Saint-Denis                                             | Polisot                    | Aube                | Grand Est                  | classé     | « PA00078184 », notice no PA00078184 | 48° 04′ 19″ nord, 4° 22′ 33″ est   |       |
| Ancienne église Saint-Christophe                               | Comprégnac                 | Aveyron             | Occitanie                  | inscrit    | « PA00093998 », notice no PA00093998 | 44° 05′ 30″ nord, 3° 00′ 01″ est   |       |
| Chapelle de Saint-Martin-du-Vican                              | Nant                       | Aveyron             | Occitanie                  | inscrit    | « PA00094087 », notice no PA00094087 | 44° 01′ 06″ nord, 3° 17′ 32″ est   |       |
| Salle capitulaire                                              | Andlau                     | Bas-Rhin            | Grand Est                  | inscrit    | « PA00084591 », notice no PA00084591 | 48° 23′ 16″ nord, 7° 24′ 53″ est   |       |
| Église simultanée Saint-Jacques-le-Majeur                      | Dettwiller                 | Bas-Rhin            | Grand Est                  | inscrit    | « PA00084690 », notice no PA00084690 | 48° 45′ 13″ nord, 7° 27′ 57″ est   |       |
| Chapelle Saint-Jean-Baptiste                                   | Eichhoffen                 | Bas-Rhin            | Grand Est                  | inscrit    | « PA00084703 », notice no PA00084703 | 48° 23′ 01″ nord, 7° 26′ 28″ est   |       |
| Château d'Urendorf                                             | Ernolsheim-Bruche          | Bas-Rhin            | Grand Est                  | inscrit    | « PA00084705 », notice no PA00084705 | 48° 33′ 50″ nord, 7° 33′ 50″ est   |       |
| Immeubles                                                      | Strasbourg                 | Bas-Rhin            | Grand Est                  | classé     | « PA00085144 », notice no PA00085144 | 48° 34′ 54″ nord, 7° 44′ 59″ est   |       |
| Château Borély                                                 | Marseille                  | Bouches-du-Rhône    | Provence-Alpes-Côte d'Azur | classé     | « PA00081332 », notice no PA00081332 | 43° 15′ 27″ nord, 5° 22′ 55″ est   |       |
| Pierre Tourneresse                                             | Gouvix                     | Calvados            | Normandie                  | classé     | « PA00111371 », notice no PA00111371 | 49° 01′ 57″ nord, 0° 19′ 29″ ouest |       |
| Manoir d'Assemont                                              | Lisieux                    | Calvados            | Normandie                  | classé     | « PA00111487 », notice no PA00111487 | 49° 08′ 35″ nord, 0° 13′ 05″ est   |       |
| Amphithéâtre de Chassenon                                      | Chassenon                  | Charente            | Nouvelle-Aquitaine         | classé     | « PA00104285 », notice no PA00104285 | 45° 50′ 56″ nord, 0° 46′ 03″ est   |       |
| Enceinte de Meursac                                            | Meursac                    | Charente-Maritime   | Nouvelle-Aquitaine         | classé     | « PA00104805 », notice no PA00104805 |                                    |       |
| Cimetière de Vaux-sur-Mer                                      | Vaux-sur-Mer               | Charente-Maritime   | Nouvelle-Aquitaine         | classé     | « PA00105294 », notice no PA00105294 | 45° 38′ 44″ nord, 1° 03′ 45″ ouest |       |
| Château de Saint-Florent-sur-Cher                              | Saint-Florent-sur-Cher     | Cher                | Centre-Val de Loire        | inscrit    | « PA00096884 », notice no PA00096884 | 46° 59′ 35″ nord, 2° 14′ 41″ est   |       |
| Château de Mont-Saint-Jean                                     | Mont-Saint-Jean            | Côte-d'Or           | Bourgogne-Franche-Comté    | inscrit    | « PA00112559 », notice no PA00112559 | 47° 17′ 26″ nord, 4° 23′ 59″ est   |       |
| Croix                                                          | Mont-Saint-Jean            | Côte-d'Or           | Bourgogne-Franche-Comté    | inscrit    | « PA00112560 », notice no PA00112560 | 47° 17′ 25″ nord, 4° 24′ 02″ est   |       |
| Manoir de la Noë-Sèche                                         | Le Fœil                    | Côtes-d'Armor       | Bretagne                   | classé     | « PA00089154 », notice no PA00089154 | 48° 25′ 02″ nord, 2° 54′ 45″ ouest |       |
| Borne de corvée                                                | Lannion                    | Côtes-d'Armor       | Bretagne                   | inscrit    | « PA00089260 », notice no PA00089260 |                                    |       |
| Borne de corvée                                                | Lannion                    | Côtes-d'Armor       | Bretagne                   | inscrit    | « PA00089261 », notice no PA00089261 | 48° 43′ 34″ nord, 3° 27′ 31″ ouest |       |
| Borne de corvée                                                | Lannion                    | Côtes-d'Armor       | Bretagne                   | inscrit    | « PA00089263 », notice no PA00089263 | 48° 44′ 00″ nord, 3° 27′ 07″ ouest |       |
| Borne de corvée                                                | Lannion                    | Côtes-d'Armor       | Bretagne                   | inscrit    | « PA00089262 », notice no PA00089262 | 48° 43′ 46″ nord, 3° 27′ 08″ ouest |       |
| Chapelle Notre-Dame de Port-Blanc                              | Penvénan                   | Côtes-d'Armor       | Bretagne                   | classé     | « PA00089372 », notice no PA00089372 | 48° 50′ 06″ nord, 3° 18′ 51″ ouest |       |
| Sépultures néolithiques de Roch-Las-en-Port-Blanc              | Penvénan                   | Côtes-d'Armor       | Bretagne                   | classé     | « PA00089377 », notice no PA00089377 | 48° 48′ 44″ nord, 3° 17′ 48″ ouest |       |
| Pont de Bonlieu                                                | Saint-Priest               | Creuse              | Nouvelle-Aquitaine         | inscrit    | « PA00100189 », notice no PA00100189 | 46° 04′ 58″ nord, 2° 18′ 36″ est   |       |
| Église Saint-Victor de Saint-Victor-en-Marche                  | Saint-Victor-en-Marche     | Creuse              | Nouvelle-Aquitaine         | inscrit    | « PA00100197 », notice no PA00100197 | 46° 07′ 08″ nord, 1° 48′ 53″ est   |       |
| Presbytère de La Cassagne                                      | La Cassagne                | Dordogne            | Nouvelle-Aquitaine         | classé     | « PA00082445 », notice no PA00082445 | 45° 02′ 42″ nord, 1° 18′ 57″ est   |       |
| Église Saint-Barthélemy                                        | La Cassagne                | Dordogne            | Nouvelle-Aquitaine         | classé     | « PA00082443 », notice no PA00082443 | 45° 02′ 42″ nord, 1° 18′ 58″ est   |       |
| Église Saint-André                                             | Les Graulges               | Dordogne            | Nouvelle-Aquitaine         | classé     | « PA00082570 », notice no PA00082570 | 45° 29′ 44″ nord, 0° 26′ 28″ est   |       |
| Porte de ville                                                 | Monpazier                  | Dordogne            | Nouvelle-Aquitaine         | inscrit    | « PA00082679 », notice no PA00082679 | 44° 40′ 43″ nord, 0° 53′ 39″ est   |       |
| Porte de ville                                                 | Monpazier                  | Dordogne            | Nouvelle-Aquitaine         | inscrit    | « PA00082680 », notice no PA00082680 | 44° 40′ 55″ nord, 0° 53′ 38″ est   |       |
| Porte de ville                                                 | Monpazier                  | Dordogne            | Nouvelle-Aquitaine         | inscrit    | « PA00082681 », notice no PA00082681 | 44° 40′ 56″ nord, 0° 53′ 40″ est   |       |
| Hôtel de Crémoux (portail)                                     | Périgueux                  | Dordogne            | Nouvelle-Aquitaine         | inscrit    | « PA00082748 », notice no PA00082748 | 45° 11′ 05″ nord, 0° 43′ 23″ est   |       |
| Hôtel (escalier en pierre)                                     | Périgueux                  | Dordogne            | Nouvelle-Aquitaine         | inscrit    | « PA00082743 », notice no PA00082743 | 45° 11′ 05″ nord, 0° 43′ 18″ est   |       |
| Gisement préhistorique du Roc du Barbeau                       | Tursac                     | Dordogne            | Nouvelle-Aquitaine         | classé     | « PA00083040 », notice no PA00083040 | 44° 59′ 56″ nord, 1° 02′ 40″ est   |       |
| Croix de Lavans-Vuillafans                                     | Lavans-Vuillafans          | Doubs               | Bourgogne-Franche-Comté    | classé     | « PA00101659 », notice no PA00101659 | 47° 05′ 15″ nord, 6° 14′ 31″ est   |       |
| Chapelle des Annonciades de Pontarlier                         | Pontarlier                 | Doubs               | Bourgogne-Franche-Comté    | inscrit    | « PA00101707 », notice no PA00101707 | 46° 54′ 14″ nord, 6° 21′ 16″ est   |       |
| Église Saint-Léger de Chaux-lès-Châtillon                      | Les Terres-de-Chaux        | Doubs               | Bourgogne-Franche-Comté    | inscrit    | « PA00101729 », notice no PA00101729 | 47° 19′ 09″ nord, 6° 44′ 19″ est   |       |
| Chapelle Saint-Éloi de Fontaine-la-Soret                       | Fontaine-la-Soret          | Eure                | Normandie                  | inscrit    | « PA00099417 », notice no PA00099417 | 49° 07′ 48″ nord, 0° 43′ 11″ est   |       |
| Église Saint-Maudez d'Henvic                                   | Henvic                     | Finistère           | Bretagne                   | classé     | « PA00090003 », notice no PA00090003 | 48° 37′ 59″ nord, 3° 55′ 40″ ouest |       |
| Menhir de Courbessac                                           | Nîmes                      | Gard                | Occitanie                  | classé     | « PA00103147 », notice no PA00103147 | 43° 51′ 32″ nord, 4° 24′ 52″ est   |       |
| Maison                                                         | Saint-Gilles               | Gard                | Occitanie                  | inscrit    | « PA00103213 », notice no PA00103213 | 43° 40′ 37″ nord, 4° 26′ 00″ est   |       |
| Chartreuse Notre-Dame-du-Val-de-Bénédiction                    | Villeneuve-lès-Avignon     | Gard                | Occitanie                  | inscrit    | « PA00103303 », notice no PA00103303 | 43° 57′ 59″ nord, 4° 47′ 51″ est   |       |
| Maison                                                         | Libourne                   | Gironde             | Nouvelle-Aquitaine         | classé     | « PA00083598 », notice no PA00083598 | 44° 54′ 58″ nord, 0° 14′ 47″ ouest |       |
| Église Saint-Sebastien                                         | Soultzmatt                 | Haut-Rhin           | Grand Est                  | inscrit    | « PA00085689 », notice no PA00085689 | 47° 57′ 37″ nord, 7° 14′ 15″ est   |       |
| Chapelle Sainte-Marguerite                                     | Sorio                      | Haute-Corse         | Corse                      | classé     | « PA00099251 », notice no PA00099251 | 42° 35′ 00″ nord, 9° 16′ 44″ est   |       |
| Maison Lambert                                                 | Annecy                     | Haute-Savoie        | Auvergne-Rhône-Alpes       | inscrit    | « PA00118356 », notice no PA00118356 | 45° 53′ 56″ nord, 6° 07′ 31″ est   |       |
| Inscription gallo-romaine                                      | Seyssel                    | Haute-Savoie        | Auvergne-Rhône-Alpes       | classé     | « PA00118443 », notice no PA00118443 | 45° 57′ 30″ nord, 5° 50′ 01″ est   |       |
| Tour et chapelle Saint-Bon                                     | Thonon-les-Bains           | Haute-Savoie        | Auvergne-Rhône-Alpes       | inscrit    | « PA00118463 », notice no PA00118463 | 46° 22′ 30″ nord, 6° 28′ 54″ est   |       |
| Église Saint-Sylvain de Cromac                                 | Cromac                     | Haute-Vienne        | Nouvelle-Aquitaine         | inscrit    | « PA00100293 », notice no PA00100293 | 46° 20′ 30″ nord, 1° 17′ 57″ est   |       |
| Lycée Gay-Lussac                                               | Limoges                    | Haute-Vienne        | Nouvelle-Aquitaine         | inscrit    | « PA00100363 », notice no PA00100363 | 45° 49′ 50″ nord, 1° 15′ 43″ est   |       |
| Collégiale Saint-Léonard de Saint-Léonard-de-Noblat            | Saint-Léonard-de-Noblat    | Haute-Vienne        | Nouvelle-Aquitaine         | classé     | « PA00100467 », notice no PA00100467 | 45° 50′ 15″ nord, 1° 29′ 21″ est   |       |
| Oppidum d'Ensérune                                             | Nissan-lez-Enserune        | Hérault             | Occitanie                  | classé     | « PA00103617 », notice no PA00103617 | 43° 18′ 35″ nord, 3° 06′ 38″ est   |       |
| Immeuble                                                       | Pézenas                    | Hérault             | Occitanie                  | classé     | « PA00103650 », notice no PA00103650 | 43° 27′ 39″ nord, 3° 25′ 22″ est   |       |
| Immeuble                                                       | Saint-Martin-de-Londres    | Hérault             | Occitanie                  | inscrit    | « PA00103702 », notice no PA00103702 | 43° 47′ 29″ nord, 3° 43′ 53″ est   |       |
| Pont du Diable                                                 | Villemagne-l'Argentière    | Hérault             | Occitanie                  | inscrit    | « PA00103754 », notice no PA00103754 | 43° 37′ 41″ nord, 3° 07′ 28″ est   |       |
| Château de Monthorin                                           | Louvigné-du-Désert         | Ille-et-Vilaine     | Bretagne                   | inscrit    | « PA00090621 », notice no PA00090621 | 48° 28′ 24″ nord, 1° 08′ 08″ ouest |       |
| Halle de Sainte-Sévère-sur-Indre                               | Sainte-Sévère-sur-Indre    | Indre               | Centre-Val de Loire        | inscrit    | « PA00097465 », notice no PA00097465 | 46° 29′ 15″ nord, 2° 04′ 14″ est   |       |
| Croix de Sainte-Sévère-sur-Indre                               | Sainte-Sévère-sur-Indre    | Indre               | Centre-Val de Loire        | inscrit    | « PA00097464 », notice no PA00097464 | 46° 29′ 09″ nord, 2° 04′ 13″ est   |       |
| Tour du Brandon                                                | Athée-sur-Cher             | Indre-et-Loire      | Centre-Val de Loire        | inscrit    | « PA00097537 », notice no PA00097537 | 47° 18′ 05″ nord, 0° 51′ 44″ est   |       |
| Église Saint-Ouen de Saint-Ouen-les-Vignes                     | Saint-Ouen-les-Vignes      | Indre-et-Loire      | Centre-Val de Loire        | classé     | « PA00098093 », notice no PA00098093 | 47° 28′ 05″ nord, 0° 59′ 41″ est   |       |
| Château de Sainte-Maure-de-Touraine                            | Sainte-Maure-de-Touraine   | Indre-et-Loire      | Centre-Val de Loire        | inscrit    | « PA00098085 », notice no PA00098085 | 47° 06′ 41″ nord, 0° 37′ 13″ est   |       |
| Halles de Sainte-Maure-de-Touraine                             | Sainte-Maure-de-Touraine   | Indre-et-Loire      | Centre-Val de Loire        | inscrit    | « PA00098087 », notice no PA00098087 | 47° 06′ 47″ nord, 0° 37′ 18″ est   |       |
| Tour Saint-Guillaume                                           | Saint-Amour                | Jura                | Bourgogne-Franche-Comté    | inscrit    | « PA00102012 », notice no PA00102012 | 46° 26′ 06″ nord, 5° 20′ 39″ est   |       |
| Église Saint-Pierre de Monthault                               | Romorantin-Lanthenay       | Loir-et-Cher        | Centre-Val de Loire        | inscrit    | « PA00098458 », notice no PA00098458 | 47° 24′ 41″ nord, 1° 43′ 43″ est   |       |
| Église Saint-Barthélemy de Montfaucon                          | Montfaucon                 | Lot                 | Occitanie                  | classé     | « PA00095178 », notice no PA00095178 | 44° 41′ 18″ nord, 1° 33′ 44″ est   |       |
| Dolmen de la Bajoulière                                        | Brissac Loire Aubance      | Maine-et-Loire      | Pays de la Loire           | classé     | « PA00109289 », notice no PA00109289 | 47° 22′ 05″ nord, 0° 17′ 51″ ouest |       |
| Tombelaine                                                     | Genêts                     | Manche              | Normandie                  | classé     | « PA00110408 », notice no PA00110408 | 48° 39′ 36″ nord, 1° 30′ 45″ ouest |       |
| Maison de l'Artichaut                                          | Le Mont-Saint-Michel       | Manche              | Normandie                  | classé     | « PA00110489 », notice no PA00110489 | 48° 38′ 07″ nord, 1° 30′ 37″ ouest |       |
| Maison du Chapeau Blanc                                        | Le Mont-Saint-Michel       | Manche              | Normandie                  | classé     | « PA00110490 », notice no PA00110490 | 48° 38′ 09″ nord, 1° 30′ 38″ ouest |       |
| Hôtellerie de la Sirène                                        | Le Mont-Saint-Michel       | Manche              | Normandie                  | classé     | « PA00110475 », notice no PA00110475 | 48° 38′ 07″ nord, 1° 30′ 37″ ouest |       |
| Passage sous la Vieille Auberge                                | Le Mont-Saint-Michel       | Manche              | Normandie                  | classé     | « PA00110511 », notice no PA00110511 | 48° 38′ 09″ nord, 1° 30′ 35″ ouest |       |
| Jardins du Musée Saint-Michel                                  | Le Mont-Saint-Michel       | Manche              | Normandie                  | classé     | « PA00110481 », notice no PA00110481 | 48° 38′ 09″ nord, 1° 30′ 38″ ouest |       |
| Maison Lacorne                                                 | Le Mont-Saint-Michel       | Manche              | Normandie                  | classé     | « PA00110494 », notice no PA00110494 | 48° 38′ 09″ nord, 1° 30′ 35″ ouest |       |
| Jardin et hangar couvert                                       | Le Mont-Saint-Michel       | Manche              | Normandie                  | classé     | « PA00110480 », notice no PA00110480 | 48° 38′ 10″ nord, 1° 30′ 38″ ouest |       |
| Jardin de la Sirène                                            | Le Mont-Saint-Michel       | Manche              | Normandie                  | classé     | « PA00110483 », notice no PA00110483 | 48° 38′ 09″ nord, 1° 30′ 37″ ouest |       |
| Salle Jeanne d'Arc                                             | Le Mont-Saint-Michel       | Manche              | Normandie                  | classé     | « PA00110516 », notice no PA00110516 | 48° 38′ 10″ nord, 1° 30′ 36″ ouest |       |
| Villa Saint-Michel (façades, toitures et jardins)              | Le Mont-Saint-Michel       | Manche              | Normandie                  | classé     | « PA00110520 », notice no PA00110520 | 48° 38′ 10″ nord, 1° 30′ 38″ ouest |       |
| Abbaye de Toussaint                                            | Châlons-en-Champagne       | Marne               | Grand Est                  | classé     | « PA00078617 », notice no PA00078617 | 48° 57′ 25″ nord, 4° 21′ 31″ est   |       |
| Tour Belot-Oissel                                              | Laval                      | Mayenne             | Pays de la Loire           | inscrit    | « PA00109552 », notice no PA00109552 | 48° 04′ 03″ nord, 0° 46′ 25″ ouest |       |
| Église Saint-Brice de Couvonges                                | Couvonges                  | Meuse               | Grand Est                  | classé     | « PA00106520 », notice no PA00106520 | 48° 46′ 36″ nord, 5° 01′ 34″ est   |       |
| Site archéologique de Saint-Laurent-sur-Othain                 | Saint-Laurent-sur-Othain   | Meuse               | Grand Est                  | classé     | « PA00106612 », notice no PA00106612 | 49° 24′ 02″ nord, 5° 32′ 25″ est   |       |
| Dolmen de Kerguéran                                            | Belz                       | Morbihan            | Bretagne                   | classé     | « PA00091026 », notice no PA00091026 | 47° 40′ 48″ nord, 3° 11′ 13″ ouest |       |
| Dolmen de Kerangré                                             | Erdeven                    | Morbihan            | Bretagne                   | classé     | « PA00091183 », notice no PA00091183 | 47° 38′ 34″ nord, 3° 10′ 26″ ouest |       |
| Chapelle Sainte-Brigitte                                       | Grand-Champ                | Morbihan            | Bretagne                   | classé     | « PA00091213 », notice no PA00091213 | 47° 47′ 47″ nord, 2° 52′ 16″ ouest |       |
| Menhir du Moustoir                                             | Saint-Jean-Brévelay        | Morbihan            | Bretagne                   | classé     | « PA00091685 », notice no PA00091685 | 47° 48′ 57″ nord, 2° 44′ 00″ ouest |       |
| Remparts de Vannes                                             | Vannes                     | Morbihan            | Bretagne                   | classé     | « PA00091806 », notice no PA00091806 | 47° 39′ 30″ nord, 2° 45′ 19″ ouest |       |
| Immeuble                                                       | Phalsbourg                 | Moselle             | Grand Est                  | inscrit    | « PA00106939 », notice no PA00106939 | 48° 46′ 02″ nord, 7° 15′ 28″ est   |       |
| Immeuble                                                       | Phalsbourg                 | Moselle             | Grand Est                  | inscrit    | « PA00106950 », notice no PA00106950 | 48° 46′ 00″ nord, 7° 15′ 33″ est   |       |
| Immeuble                                                       | Phalsbourg                 | Moselle             | Grand Est                  | inscrit    | « PA00106961 », notice no PA00106961 | 48° 46′ 03″ nord, 7° 15′ 34″ est   |       |
| Immeuble                                                       | Phalsbourg                 | Moselle             | Grand Est                  | inscrit    | « PA00106963 », notice no PA00106963 | 48° 46′ 03″ nord, 7° 15′ 30″ est   |       |
| Immeuble                                                       | Phalsbourg                 | Moselle             | Grand Est                  | inscrit    | « PA00106948 », notice no PA00106948 | 48° 45′ 59″ nord, 7° 15′ 33″ est   |       |
| Immeuble                                                       | Phalsbourg                 | Moselle             | Grand Est                  | inscrit    | « PA00106953 », notice no PA00106953 | 48° 46′ 00″ nord, 7° 15′ 35″ est   |       |
| Immeuble                                                       | Phalsbourg                 | Moselle             | Grand Est                  | inscrit    | « PA00106957 », notice no PA00106957 | 48° 46′ 02″ nord, 7° 15′ 34″ est   |       |
| Immeuble                                                       | Phalsbourg                 | Moselle             | Grand Est                  | inscrit    | « PA00106960 », notice no PA00106960 | 48° 46′ 02″ nord, 7° 15′ 34″ est   |       |
| Médiathèque                                                    | Phalsbourg                 | Moselle             | Grand Est                  | inscrit    | « PA00106964 », notice no PA00106964 | 48° 46′ 04″ nord, 7° 15′ 35″ est   |       |
| Immeuble                                                       | Phalsbourg                 | Moselle             | Grand Est                  | inscrit    | « PA00106938 », notice no PA00106938 | 48° 46′ 03″ nord, 7° 15′ 29″ est   |       |
| Immeuble                                                       | Phalsbourg                 | Moselle             | Grand Est                  | inscrit    | « PA00106959 », notice no PA00106959 | 48° 46′ 02″ nord, 7° 15′ 34″ est   |       |
| Immeuble                                                       | Phalsbourg                 | Moselle             | Grand Est                  | inscrit    | « PA00106940 », notice no PA00106940 | 48° 46′ 02″ nord, 7° 15′ 28″ est   |       |
| Immeuble                                                       | Phalsbourg                 | Moselle             | Grand Est                  | inscrit    | « PA00106942 », notice no PA00106942 | 48° 46′ 02″ nord, 7° 15′ 29″ est   |       |
| Immeuble                                                       | Phalsbourg                 | Moselle             | Grand Est                  | inscrit    | « PA00106945 », notice no PA00106945 | 48° 45′ 59″ nord, 7° 15′ 30″ est   |       |
| Immeuble                                                       | Phalsbourg                 | Moselle             | Grand Est                  | inscrit    | « PA00106946 », notice no PA00106946 | 48° 45′ 59″ nord, 7° 15′ 31″ est   |       |
| Immeuble                                                       | Phalsbourg                 | Moselle             | Grand Est                  | inscrit    | « PA00106947 », notice no PA00106947 | 48° 45′ 59″ nord, 7° 15′ 32″ est   |       |
| Immeuble                                                       | Phalsbourg                 | Moselle             | Grand Est                  | inscrit    | « PA00106951 », notice no PA00106951 | 48° 46′ 00″ nord, 7° 15′ 34″ est   |       |
| Immeuble                                                       | Phalsbourg                 | Moselle             | Grand Est                  | inscrit    | « PA00106954 », notice no PA00106954 | 48° 46′ 01″ nord, 7° 15′ 35″ est   |       |
| Immeuble                                                       | Phalsbourg                 | Moselle             | Grand Est                  | inscrit    | « PA00106965 », notice no PA00106965 | 48° 46′ 03″ nord, 7° 15′ 33″ est   |       |
| Immeuble                                                       | Phalsbourg                 | Moselle             | Grand Est                  | inscrit    | « PA00106968 », notice no PA00106968 |                                    |       |
| Église de l'Assomption-de-la-Bienheureuse-Vierge-Marie         | Phalsbourg                 | Moselle             | Grand Est                  | inscrit    | « PA00106934 », notice no PA00106934 | 48° 46′ 00″ nord, 7° 15′ 29″ est   |       |
| Immeuble                                                       | Phalsbourg                 | Moselle             | Grand Est                  | inscrit    | « PA00106941 », notice no PA00106941 | 48° 46′ 02″ nord, 7° 15′ 28″ est   |       |
| Immeuble                                                       | Phalsbourg                 | Moselle             | Grand Est                  | inscrit    | « PA00106943 », notice no PA00106943 | 48° 46′ 02″ nord, 7° 15′ 28″ est   |       |
| Immeuble                                                       | Phalsbourg                 | Moselle             | Grand Est                  | inscrit    | « PA00106944 », notice no PA00106944 | 48° 46′ 01″ nord, 7° 15′ 29″ est   |       |
| Immeuble                                                       | Phalsbourg                 | Moselle             | Grand Est                  | inscrit    | « PA00106949 », notice no PA00106949 | 48° 45′ 59″ nord, 7° 15′ 33″ est   |       |
| Immeuble                                                       | Phalsbourg                 | Moselle             | Grand Est                  | inscrit    | « PA00106952 », notice no PA00106952 | 48° 46′ 00″ nord, 7° 15′ 34″ est   |       |
| Immeuble                                                       | Phalsbourg                 | Moselle             | Grand Est                  | inscrit    | « PA00106955 », notice no PA00106955 | 48° 46′ 01″ nord, 7° 15′ 34″ est   |       |
| Immeuble                                                       | Phalsbourg                 | Moselle             | Grand Est                  | inscrit    | « PA00106956 », notice no PA00106956 | 48° 46′ 01″ nord, 7° 15′ 34″ est   |       |
|                                                                | Phalsbourg                 | Moselle             | Grand Est                  | inscrit    | « PA00106958 », notice no PA00106958 |                                    |       |
| Immeuble                                                       | Phalsbourg                 | Moselle             | Grand Est                  | inscrit    | « PA00106962 », notice no PA00106962 | 48° 46′ 03″ nord, 7° 15′ 34″ est   |       |
| Immeuble                                                       | Phalsbourg                 | Moselle             | Grand Est                  | inscrit    | « PA00106966 », notice no PA00106966 | 48° 46′ 04″ nord, 7° 15′ 30″ est   |       |
| Immeuble                                                       | Phalsbourg                 | Moselle             | Grand Est                  | inscrit    | « PA00106967 », notice no PA00106967 |                                    |       |
| Enceinte fortifiée de Bergues                                  | Bergues                    | Nord                | Hauts-de-France            | classé     | « PA00107369 », notice no PA00107369 | 50° 58′ 09″ nord, 2° 25′ 35″ est   |       |
| Vestiges anciens de Gravelines                                 | Gravelines                 | Nord                | Hauts-de-France            | classé     | « PA00107540 », notice no PA00107540 | 50° 59′ 19″ nord, 2° 07′ 50″ est   |       |
| Borne d'Inchy                                                  | Inchy                      | Nord                | Hauts-de-France            | classé     | « PA00107557 », notice no PA00107557 | 50° 07′ 07″ nord, 3° 28′ 41″ est   |       |
| Ponts de Fascines                                              | Breuil-le-Sec              | Oise                | Hauts-de-France            | inscrit    | « PA00114553 », notice no PA00114553 | 49° 22′ 16″ nord, 2° 26′ 30″ est   |       |
| Ponts de Fascines                                              | Breuil-le-Vert             | Oise                | Hauts-de-France            | inscrit    | « PA00114555 », notice no PA00114555 | 49° 22′ 16″ nord, 2° 26′ 30″ est   |       |
| Église Saint-Léger de Mouy                                     | Mouy                       | Oise                | Hauts-de-France            | classé     | « PA00114765 », notice no PA00114765 | 49° 19′ 13″ nord, 2° 19′ 14″ est   |       |
| Hôtel de Cornouailles                                          | Senlis                     | Oise                | Hauts-de-France            | inscrit    | « PA00114902 », notice no PA00114902 | 49° 12′ 29″ nord, 2° 35′ 07″ est   |       |
| Porte fortifiée                                                | Trie-Château               | Oise                | Hauts-de-France            | classé     | « PA00114929 », notice no PA00114929 | 49° 17′ 11″ nord, 1° 49′ 12″ est   |       |
| Château de Cuy                                                 | Occagnes                   | Orne                | Normandie                  | inscrit    | « PA00110878 », notice no PA00110878 | 48° 46′ 19″ nord, 0° 05′ 10″ ouest |       |
| Hôtel de Chambon                                               | 6e arrondissement de Paris | Paris               | Île-de-France              | inscrit    | « PA00088527 », notice no PA00088527 | 48° 50′ 49″ nord, 2° 19′ 17″ est   |       |
| Église Saint-Saturnin d'Enveitg                                | Enveitg                    | Pyrénées-Orientales | Occitanie                  | classé     | « PA00104018 », notice no PA00104018 | 42° 27′ 35″ nord, 1° 54′ 58″ est   |       |
| Croix de cimetière d'Ur                                        | Ur                         | Pyrénées-Orientales | Occitanie                  | classé     | « PA00104145 », notice no PA00104145 | 42° 27′ 35″ nord, 1° 56′ 11″ est   |       |
| Château de Lissieu                                             | Lissieu                    | Rhône               | Auvergne-Rhône-Alpes       | inscrit    | « PA00117780 », notice no PA00117780 | 45° 51′ 56″ nord, 4° 44′ 34″ est   |       |
| Tour du guet de Montvert                                       | 8e arrondissement de Lyon  | Rhône               | Auvergne-Rhône-Alpes       | inscrit    | « PA00117992 », notice no PA00117992 | 45° 44′ 22″ nord, 4° 53′ 09″ est   |       |
| Immeuble (Maison Henri IV)                                     | 5e arrondissement de Lyon  | Rhône               | Auvergne-Rhône-Alpes       | inscrit    | « PA00117872 », notice no PA00117872 | 45° 45′ 57″ nord, 4° 49′ 37″ est   |       |
| Église de l'Assomption de Vitry-sur-Loire                      | Vitry-sur-Loire            | Saône-et-Loire      | Bourgogne-Franche-Comté    | inscrit    | « PA00113533 », notice no PA00113533 | 46° 40′ 54″ nord, 3° 42′ 15″ est   |       |
| Oratoire Notre-Dame-de-Bon-Secours de Saint-Alban-Leysse       | Saint-Alban-Leysse         | Savoie              | Auvergne-Rhône-Alpes       | inscrit    | « PA00118290 », notice no PA00118290 | 45° 35′ 47″ nord, 5° 56′ 27″ est   |       |
| Chapelle de Grandmont                                          | Rouen                      | Seine-Maritime      | Normandie                  | classé     | « PA00100806 », notice no PA00100806 | 49° 25′ 33″ nord, 1° 05′ 50″ est   |       |
| Hôtel Leroy                                                    | Castres                    | Tarn                | Occitanie                  | inscrit    | « PA00095513 », notice no PA00095513 | 43° 36′ 15″ nord, 2° 14′ 20″ est   |       |
| Église Notre-Dame-de-la-Nativité-et-Saint-Fiacre de Livilliers | Livilliers                 | Val-d'Oise          | Île-de-France              | classé     | « PA00080102 », notice no PA00080102 | 49° 05′ 41″ nord, 2° 05′ 43″ est   |       |
| Menhirs du Plessis                                             | Le Bernard                 | Vendée              | Pays de la Loire           | inscrit    | « PA00110044 », notice no PA00110044 | 46° 27′ 26″ nord, 1° 26′ 42″ ouest |       |
| Maison                                                         | Poitiers                   | Vienne              | Nouvelle-Aquitaine         | inscrit    | « PA00105634 », notice no PA00105634 | 46° 34′ 48″ nord, 0° 21′ 03″ est   |       |
| Site archéologique des Fontaines Salées                        | Foissy-lès-Vézelay         | Yonne               | Bourgogne-Franche-Comté    | classé     | « PA00113688 », notice no PA00113688 | 47° 26′ 57″ nord, 3° 46′ 39″ est   |       |
| Borne armoriée des Bréviaires                                  | Les Bréviaires             | Yvelines            | Île-de-France              | inscrit    | « PA00087385 », notice no PA00087385 | 48° 41′ 38″ nord, 1° 48′ 26″ est   |       |
| Hôtel des Réservoirs                                           | Versailles                 | Yvelines            | Île-de-France              | classé     | « PA00087678 », notice no PA00087678 | 48° 48′ 26″ nord, 2° 07′ 25″ est   |       |

## Monuments radiés
| Édifice | Commune | Département | Région               | Protection                   | Base Mérimée                         | Coordonnées                      | Image |
| ------- | ------- | ----------- | -------------------- | ---------------------------- | ------------------------------------ | -------------------------------- | ----- |
| Maison  | Riom    | Puy-de-Dôme | Auvergne-Rhône-Alpes | inscrit (1936) Abrogé (2017) | « PA00092310 », notice no PA00092310 | 45° 53′ 33″ nord, 3° 06′ 37″ est |       |